# Гірська сільська територіальна громада
Гірська сільська територіальна громада — територіальна громада в Україні, в Бориспільському районі Київської області. Адміністративний центр — село Гора.
Площа громади — 61,01 км², населення — 6100 осіб (2020).
Утворена 12 червня 2020 року шляхом об'єднання Гірської, Мартусівської та Ревненської сільських рад Бориспільського району.

## Населені пункти
У складі громади 4 села:
- Гора
- Затишне
- Мартусівка
- Ревне

## Старостинські округи
- Мартусівський
- Ревненський